# Фільми Коронет

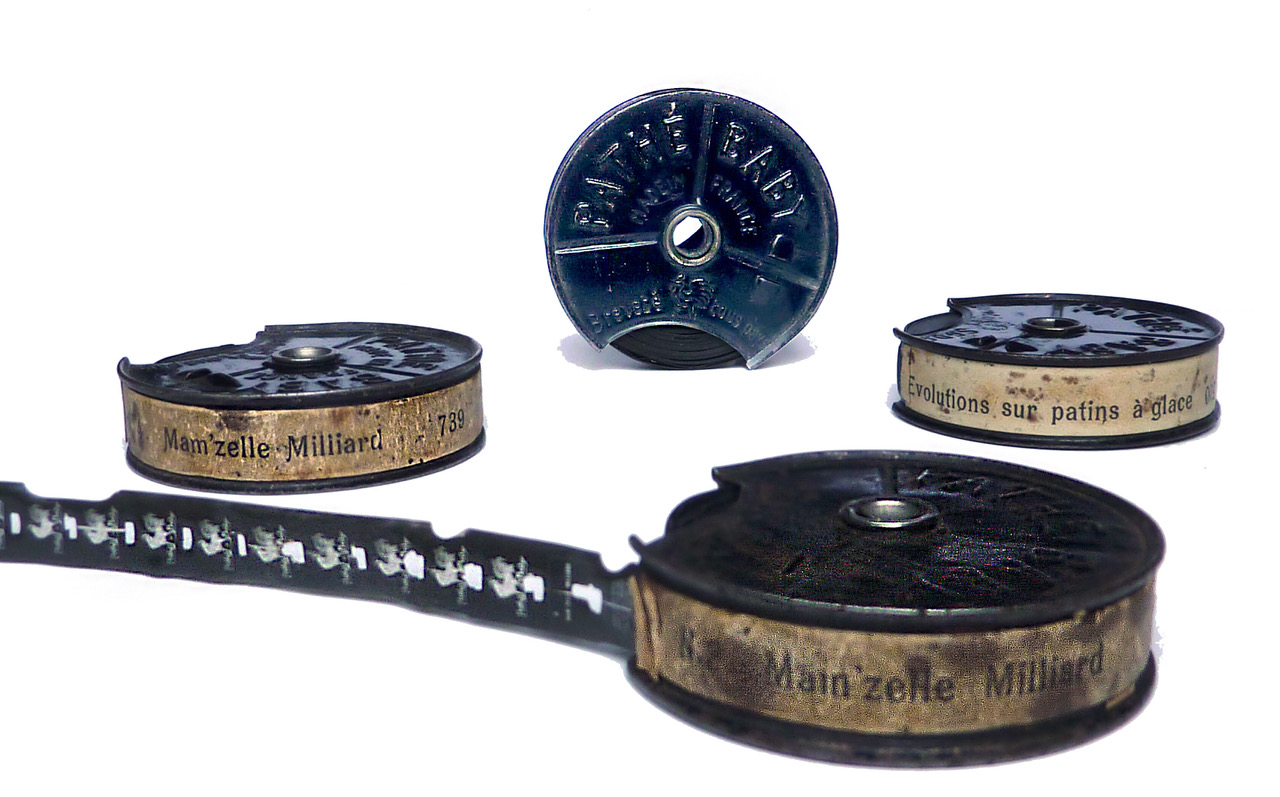

Фільми Коронет (англ. Coronet Films) були провідним виробником і дистриб'ютором багатьох американських документальних фільмів. Їх показували в державних школах, в основному в форматі 16 мм, з 1940-х по 1980-ті роки (коли відеомагнітофон замінив кінопроєктор в якості ключової аудіовізуальної допомоги).
Компанія, бібліотека якої належить і розповсюджується Phoenix Learning Group, Inc., охоплювала широкий спектр предметів із зоології, науки, географії, історії та математики. Найбільше вона запам’яталася своїми фільмами про соціальні вказівки після Другої світової війни. Фільми включаючи такі теми, як побачення, сімейне життя, ввічливість, а також права і обов'язки громадянина.

## Огляд
Девід А. Смарт заснував компанію зі своїми братами Альфредом та Джоном у 1934 році, але перші назви, захищені авторським правом, датуються 1941 роком (починаючи з "Схильності та заняття"). З часом в Гленв'ю, штат Іллінойс, була створена студія. Смарт був видавцем журналів Esquire та Coronet, і кінокомпанія була названа на честь останніх. Кінокомпанія проіснувала довше журналу; він припинив видання в 1976 році.
На додаток до військових навчальних фільмів, вироблених під час війни, компанія мала успіх у свої перші роки завдяки повнокольоровим фільмам, що висвітлювали звичайних птахів, таких як колібрі з рубіновим горлом (випуск 1942 року), багато з яких зняті Оліном Севолом Петтінгілом-молодшим та доктором Артуром А. Алленом. Однією з головних ознак було те, що багато серій було знято в  кольорі «Кодахром» на кілька років випередивши конкуруючі кінокомпанії. Виробничі витрати трималися під контролем, роблячи доступними як кольорові, так і чорно-білі відбитки, і за останні стягували значно меншу плату. Однак багато шкільних педагогів заощаджували, тому на сьогодні залишилось мало кольорових відбитків.
Після смерті Девіда Смарта в 1952 році його брат Джон та Джек Абрахам взяли на себе посаду. Продукція Coronet перевищила кількість продукції лідера шкільної кіноіндустрії, Encyclopædia Britannica Films (спочатку ERPI Classroom Films), з одинадцятихвилинною або довшою стрічкою, що виходила практично щотижня. Хоча їхній найбільший суперник прагнув бути більш «кінематографічним», з дуже творчим ставленням до предметів науки та географії, щоб зробити їх якомога цікавішими для студентів, фільми «Коронет» 1950-х та 1960-х років часто мали сухий, схожий на лекції тон коментарів. Однак було кілька добре зроблених подорожей, які могли похвалитися хорошою кінематографією. Починаючи з 1957 року, підрозділ "Спеціальних виробництв", очолюваний Бобом Колем і Томом Ріхою, додав у свій каталог ще більш амбітні та престижні незалежні постановки до серій Коронета.
Coronet все ще був дуже активним протягом 1973-4 навчального року. Тоді він розмістив понад 60 фільмів для оцінки за проєктом METRO Ради освіти Капітолію (CREC), в центральній частині штату Коннектикут. Назви включали "A - для абетки", "Колір", "Скрізь колір", "Сцена знайомства" і "Розуміння Шекспіра: його сценічні майстерності" .
1970-ті роки стали творчим періодом для компанії, незважаючи на те, що 16-міліметрові навчальні фільми поступово замінювались відеокасетами та комп’ютерами як ключовими інструментами аудіо-візуального класу через десятиліття. Після того, як Хел Копель замінив Джека Абрахама на посаді генерального директора (приблизно в 1972 р.), Зовнішній вигляд і стиль фільмів отримали вкрай необхідне "оновлення", а фільми включали режисерів та творчий персонал (більшість випущених раніше перелічували лише освітніх консультантів). Це було відповіддю на постійну критику щодо того, що фільми "Коронет" були занадто "невмілими та вигадливими". 
Однак на початку 1980-х компанія стала частіше займатися реалізацією проєктів інших компанії, ніж власних. Шелдон Сакс став віце-президентом у 1979 році і очолив підрозділ "Перспективні фільми", щоб збільшити розподіл Коронет зовнішніх постановок. У 1981 році Coronet також придбав корпорацію Centron.
Незабаром після злиття з фільмами MTI у 1984 році (з новим віце-президентом Джоелем Марком), Coronet та його придбання були передані Gulf and Western Industries (але ветеран Coronet Боб Коль викупив Centron як окрему організацію, щоб керувати ним). Саймон і Шустер, частина конгломерату, десятиліттям пізніше перенесли знімальне обладнання до Нью-Джерсі. У травні 1997 р. Phoenix Learning Group взяла на себе права розповсюдження каталогу Coronet.

## Фільми особистих порад
Починаючи з "Сором'язливого хлопця" (1947), на початку появи 19-річного Діка Йорка, пізніше "Зачарованої слави", компанія отримала значну увагу для групи фільмів "особистих порад", спрямованих на навчання учнів школи про те, як приймати найкращі рішення. Типові назви включають "Ти популярний?", "Щоденність" та "Що робити на побаченні", а також серію "Чи готові ви до служби?" періоду Корейської війни.
Тед Пешак був ключовим режисером, хоча титри на екрані часто були зарезервовані лише для консультантів з психології. Багато з фільмів знімали у кольорі, але сьогодні вони чорно-біломі, оскільки освітяни, як правило, заощаджували за допомогою дешевого формату. Більшість з них було зроблено до смерті Девіда Смарта в 1952 році, але ще кілька були додані ще в 1970-х роках, такі як "Початок відповідальності: не перегинай палицю".
Оскільки більшість було випущено на початку післявоєнного кінобуму; вони були типовими для якості, виробничих цінностей та змісту ЗМІ того періоду, а згодом їх часто вважали жартівливими в контексті сексуальної революції після середини 1960-х.

## Фільми
- Дійте за своїм віком (1949)
- Аляска: Сучасна межа (переглянута) (1948)
- Я заслуговую на довіру? (1950)
- Американський квадратний танець (1947)
- Стародавній Єгипет (1952, перероблений 1976)
- Стародавній Рим (1949)
- Спадщина античного світу (1946)
- Індієць-апач (1945)
- Цінуємо своїх батьків (1950)
- Схильності та заняття (1941)
- Ти хороший громадянин? (1949)
- Ви популярні? (1947)
- Ви готові до шлюбу? (1950)
- Ставлення та здоров'я (1949)
- Банки та кредити (1948)
- Основи баскетболу для дівчаток (1948)
- Ігра «Баскетбол для дівчаток» (1948)
- Бетховен і його музика (1953)
- Початок відповідальності: Встигати (1951)
- Початок відповідальності: не перегинай палицю (1970)
- Початок відповідальності: турбота про речі (1951)
- Початок до теперішнього часу (1953)
- Переваги планування (1950)
- Краще використання дозвілля (1950)
- Біографія червонокрилих дроздів (1943)
- Птахи внутрішніх водних шляхів (1946)
- Бухгалтерія і ти (1947)
- Хлопчацтво Томаса Едісона (1954)
- Побудуйте свій словниковий запас (1948)
- Створення кращих абзаців (1953)
- Капіталізм (1948)
- Вибір партнера для шлюбу (1952)
- Вибір професії (1949)
- Громадянство і ти (1959)
- Міські пожежні (1947)
- Чистота та здоров’я (1949)
- Одяг та ти: лінія та пропорція (1954)
- Комунізм (1952)
- Контролюй свої емоції (1950)
- Етикет побачень (1952)
- Знайомства «Потрібно і не можна» (1949)
- Розвиток дружби (1950)
- Розвиток відповідальності (1949)
- Розвиток самостійності (1951)
- Розвиваємо свій характер (1950)
- Заробіток під час навчання в школі (1950)
- Земля: зміни її поверхні (1960)
- Щоденна ввічливість (1948)
- Фізичні вправи та здоров'я (1949)
- Дослідження космосу: Поза Сонячною системою (1978)
- Обличчя перед реальністю (1954)
- Сімейне життя (1949)
- Ліси та збереження (1946)
- Копалини: підказки доісторичних часів (1957)